# Kuwejt na Letnich Igrzyskach Olimpijskich 2000
Kuwejt na Letnich Igrzyskach Olimpijskich 2000 reprezentowało 29 zawodników, wyłącznie mężczyźni.

## Zdobyte medale
| Medal | Zawodnik         | Dyscyplina  | Konkurencja   |
| ----- | ---------------- | ----------- | ------------- |
| Brąz  | Fehaid Aldeehani | Strzelectwo | Trap mężczyzn |